# Horní Lapač
Horní Lapač là một làng thuộc huyện Kroměříž, vùng Zlínský, Cộng hòa Séc.